# Бараник, Северин
Северин Бараник  (укр. Северіян Бараник, 18 июля 1889, Угнев, Австро-Венгрия — 26 июня 1941, Дрогобыч, Украина) — блаженный Украинской грекокатолической церкви, священник, мученик.

## Биография
24 сентября 1904 года Северин Бараник поступил в мужскую монашескую конгрегацию святого Василия Великого. 16 мая 1907 года Северин Бараник принял первые монашеские обеты, 21 сентября 1910 года стал схимником. 14 февраля 1915 года Северин Бараник был рукоположен в священника. В 1932 году его назначили игуменом монастыря и настоятелем грекокатолического прихода в городе Дрогобыч.
26 июня 1941 года Северин Бараник был арестован НКВД и отправлен в дрогобычскую тюрьму. После отступления советских войск его тело было обнаружено на территории тюрьмы.

## Прославление
Северин Бараник был беатифицирован 27 июня 2001 года Римским папой Иоанном Павлом II.